# Carpomys melanurus
Espèce
Statut de conservation UICN

 DD  : Données insuffisantes
Carpomys melanurus est une espèce de rongeur de la famille des Muridés.

## Répartition et habitat
Cette espèce est endémique des Philippines où elle a été observée uniquement dans la province de Luzon. Des spécimens ont été collectés dans la forêt de haute montagne entre 2 200 et 2 500 m d'altitude. Cette espèce est probablement arboricole et dépendante du milieu forestier.